# Święty Emeryk
Święty Emeryk, królewicz, węg. Szent Imre (ur. 1000 albo 1007, zm. 2 września 1031) – węgierski następca tronu, syn Stefana I Świętego i jego żony Gizeli, święty Kościoła katolickiego.

## Życiorys
Data urodzin Emeryka nie jest pewna. Rok 1000 podaje spisany kodeks w języku węgierskim zamieszczony w Kodeksie Érdy (1527), z kolei według jezuickich badaczy Györgya Praya i Istvána Katony, królewicz w chwili śmierci miał 24 lata, co wskazywałoby na rok 1007.
Obie daty przekazane przez późne źródła, zdaniem części badaczy, nie budzą zbytniego zaufania, zwłaszcza że żywoty z przełomu XI i XII w. nie zawierają dat. Mimo to, rok 1007 przyjął się w literaturze historycznej.
W 1031 r. podczas polowania w lesie Igfon (Komitat Bihar) odniósł ranę zadaną przez dzika i wkrótce potem zmarł.
Według węgierskich źródeł narracyjnych Emeryk zmarł w stanie bezżennym. Na podstawie innych źródeł część autorów przyjmuje, że Emeryk był jednak żonaty. Co do osoby jego żony, istnieją rozbieżności w literaturze naukowej. Według jednych żoną Emeryka była córka króla Chorwacji Krzesimira III Patricissa, według innych Irena Monomachina, córka cesarza bizantyjskiego.
Hipotezy o rzekomym małżeństwie Emeryka z polską księżniczką zostały ostatecznie obalone w 1895 roku przez Oswalda Balzera.

## Enkolpion
Z jego osobą związane jest podanie o przekazaniu relikwii Krzyża Świętego (enkolpion) benedyktynom na Łysej Górze. Historia założenia klasztoru została ujęta w poetyckie opowiadanie o św. Emeryku.

## Św. Emeryk w legendzie
Polska legenda o św. Emeryku przekazała wiadomość o pobycie królewicza w Gnieźnie na dworze Bolesława Chrobrego. Legendę wykorzystała w poemacie pt. Tomira. Misterjum Jadwiga Łuszczewska, o czym pisał felietonista Dawid Jung: Tradycja wspomina, iż jako nastolatek Emeryk odbył pielgrzymkę do grobu św. Wojciecha i był goszczony przez swojego wuja, Bolesława Chrobrego. Ponoć młodzieniec zauroczony bogactwem ówczesnego Gniezna postanowił zostać w piastowskim grodzie nieco dłużej. I tutaj pojawia się legenda, którą w 1855 r. spopularyzowała licząca wtedy zaledwie 21 lat poetka, Jadwiga Łuszczewska (1834–1908), słynna swego czasu jako Deotyma. W literackiej wizji Łuszczewskiej zachwycony św. Emeryk przepychem Gniezna, „stolicy, / co nad mgłą jezior skroń z modrzewiu chyli”, w grodzie Bolesława Chrobrego zamieszkał na kilka lat. W tym czasie miał udzielać się na turniejach, monarszych biesiadach, być wzorem dla gnieźnieńskiego rycerstwa i młodzieży. Św. Emeryk miał również, co opisała poetka, rozstrzygać sprawy na sądach, czym w Gnieźnie mądrością wzbudzał podziw wśród starców i kapłanów. Z Gniezna Bolesław Chrobry wraz z orszakiem dworzan odprowadził królewicza aż do Kielc, a w okolicach Łysej Góry wyprawił mu polowanie.

## Kanonizacja
Emeryk został kanonizowany przez papieża Grzegorza VII, wraz ze swym ojcem Stefanem 5 listopada 1083 roku, na prośbę króla węgierskiego Władysława I, jego ojca króla Béli oraz nauczyciela Gerarda Sagredo.

## Patronat
Na Węgrzech św. Emeryk jest patronem młodzieży.

## Relikwie
Relikwie św. Emeryka znajdują się w Melku, Pasawie, Wiedniu i w dzisiejszym Ostrzyhomiu na Węgrzech (Esztergom, dawniej Gran).

## Ikonografia
W ikonografii przedstawiany jest jako młody mężczyzna w zbroi rycerskiej lub w stroju królewskim, najczęściej bez zarostu, z lilią, mieczem, herbem Węgier, w chwili, gdy objawia się mu Maryja z Dzieciątkiem Jezus.

## Dzień obchodów
Wspomnienie liturgiczne w Kościele katolickim obchodzone jest 4 listopada, na Węgrzech – 5 listopada, w Eisenstadt – 3 listopada.
Na Węgrzech translacja relikwii wspominana jest 2 września.